# Русифікація Польщі
| |  |  |
| Палац Сташиця у Варшаві був збудований в 1820—1823 роках на початку російського панування над Польщею в класичному стилі для Варшавського товариства друзів науки. У 1832 р. товариство було ліквідоване, а в 1890 палац було перебудовано у псевдоруському стилі (фото ліворуч), в ньому було облаштовано православну церкву. У 1924 фасад будівлі було відновлено (фото праворуч). |  |  |

Русифікація Польщі, Зросійщення Польщі (пол. rusyfikacja Polaków w okresie zaborów) — політика Російської імперії XIX — початку XX століття щодо царства Польського, спрямована на ліквідацію його автономії, інтеграцію польських територій до складу Російської імперії, поширення російської мови і культури і витіснення польської мови та польської національної культури, перш за все, в адміністративній та освітній сферах. Найбільшого розмаху політика русифікації Польщі набула після придушення Січневого повстання 1863 р. і, особливо, в останні десятиліття XIX століття. Замість назви «Польща» у той час впроваджувався термін «Привіслінський край».

## Передісторія

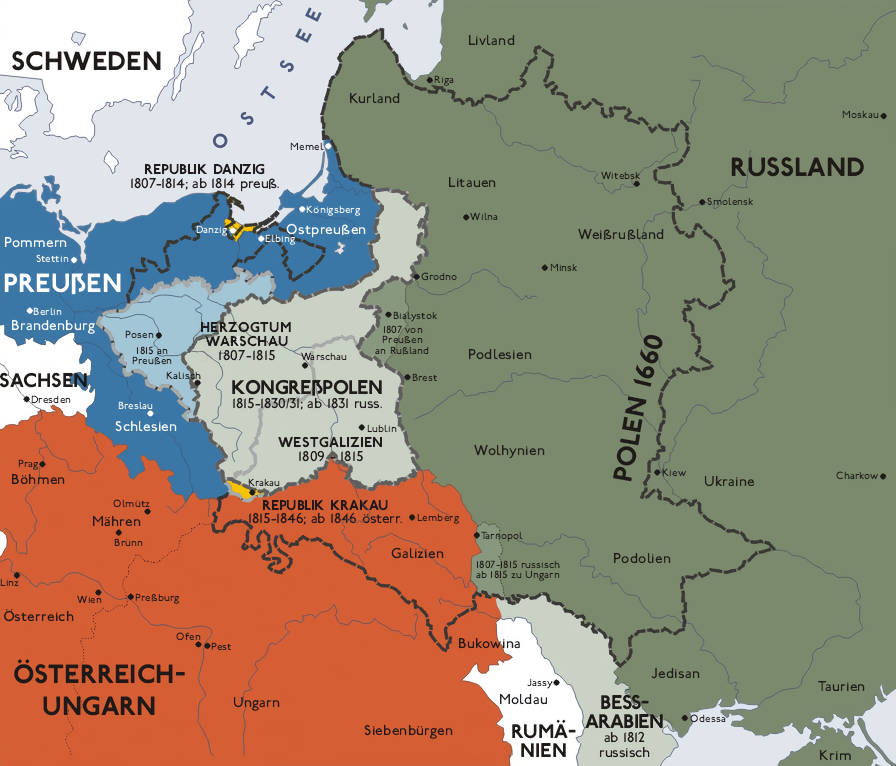
Польща після Віденського конгресу

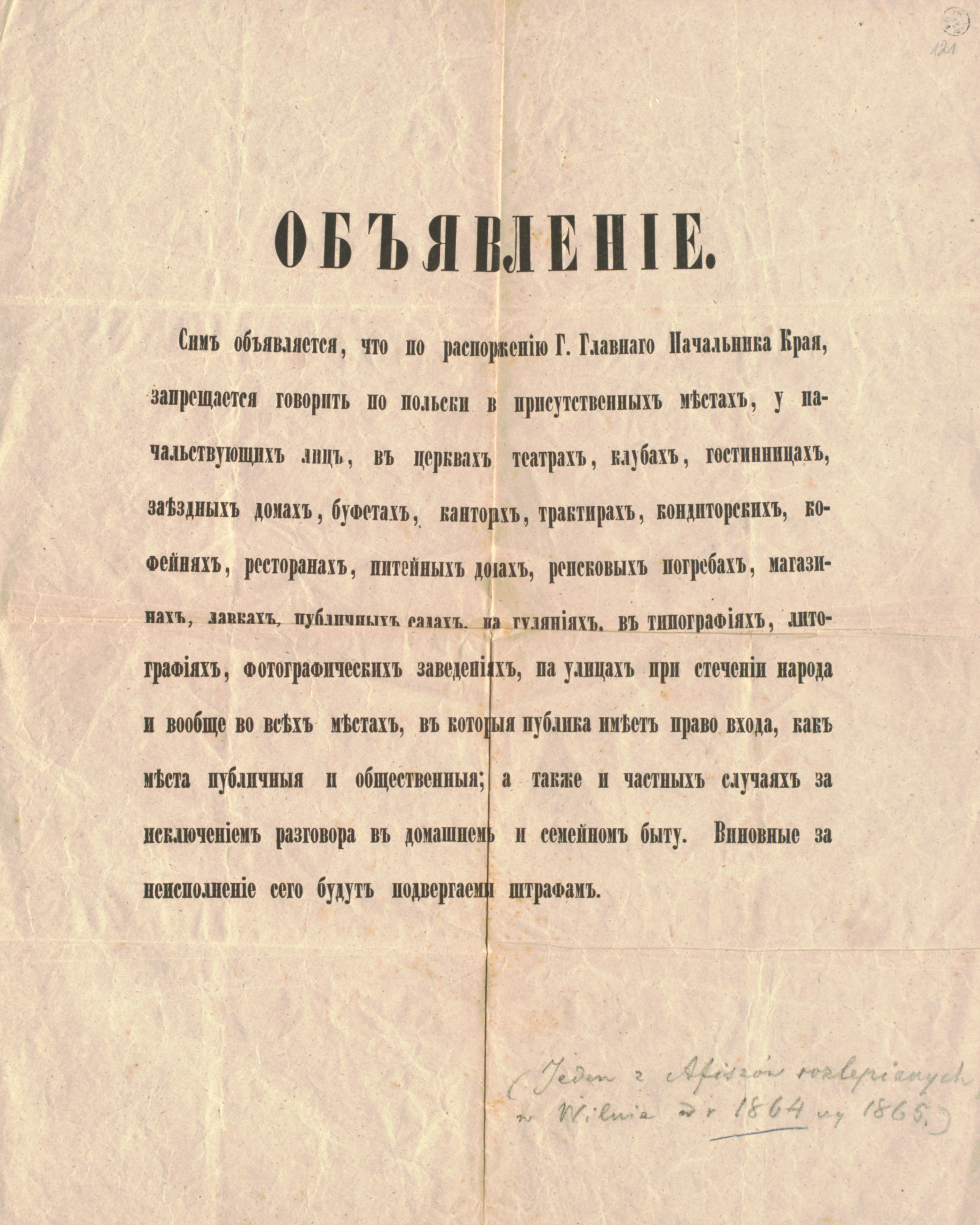
Оголошення 1868 року про заборону віленським генерал-губернатором використання польської мови в усіх громадських місцях

Створене за результатами угод, досягнутих на Віденському конгресі 1815 р., царство Польське мало широку автономію під верховною владою російського імператора. Воно мало власну конституцію, що була однією з найліберальніших в Європі, що передбачала, зокрема, свободу слова та релігійну терпимість, а також двопалатний парламент (сейм). Царство Польське мало власне законодавство, адміністративну та судову систему, збройні сили, грошову одиницю та митну територію. Главою держави був російський імператор, який мав титул короля (царя) Польщі. Царство Польське фактично перебувало в персональній унії з Російською імперією.

## Історія
У 1820-ті, в період коли головнокомандувачем польською армією та фактичним намісником Польщі був великий князь Костянтин Павлович, почався процес обмеження автономії країни. Конфлікти Костянтина Павловича з польським сеймом, його зневага до конституції, репресії проти польських лібералів і заміщення поляків у вищій адміністрації росіянами викликали масове обурення і зростання невдоволення російською владою в Польщі. Це невдоволення в 1831 переросло в стихійне Листопадове повстання, яке в 1831 було розгромлено російською армією.
У 1832 після придушення повстання замість скасованої Конституції був виданий Органічний статут Царства Польського, який різко обмежив самостійність Польщі: були скасовані польський сейм і окремі польські збройні сили, а царство Польське оголошувалося невід'ємною частиною Російської імперії. Почався процес ліквідації національних особливостей судової та адміністративної системи.
У 1837 введено губернське улаштування замість польських воєводств, потім на Польщу була поширена російська монетна система і система мір і ваг.
У 1839 скасовано окреме відомство з питань освіти, був закритий Варшавський університет та «Товариство друзів науки», скорочено кількість гімназій. Різко посилилася цензура, були заборонені книги Адама Міцкевича, Юліуша Словацького і ряду інших польських поетів і письменників. Безліч діячів національного руху і культури були змушені емігрувати з Польщі («Велика еміграція»).